# Radványi Miklós
Radványi Miklós, szlovákul: Mikuláš Radványi (Dunaszerdahely, 1968. november 22. –) szlovákiai magyar labdarúgó, labdarúgóedző.

## Pályafutása
Játékos pályafutása a Slovan Galánta csapatánál kezdődött, ezt követően pedig megfordult a DAC, a Bős és a Vágsellye csapatainál is. 1991-ben visszatért Dunaszerdahelyre, az FC DAC 1904-hez és itt három idényt töltött el. Az 1994-1995-ös idényt az akkor másodosztályú 1. FC Saarbrückennél töltötte, 21 bajnoki mérkőzésen háromszor volt eredményes. 1995 júliusában hazatért Szlovákiába, fél évet előbb a Szpartak Trnava, majd az Opava, végül ismét a Trnava színeiben játszott. Ezt követően harmadszorra is visszatért a DAC-hoz, pályafutása végén pedig osztrák alsóbb ligás csapatokban szerepelt. A 2007-2008-as idény végén vonult vissza.
Játékos karrierje utolsó csapatánál, a Donau Langenlebennél már játékos-edző volt, majd edzőként is szülővárosa csapatát segítette előbb másodedzőként, A 2010-11-es idényben pedig vezetőedzőként, ezt követően pedig dolgozott az ŠK Szencnél is.  2012-ben rövid ideig a Komáromi FC kispadján ült, majd ismét a Dunaszerdahelyi AC következett. Összesen 88 bajnokin ült a dunaszerdahelyi csapat kispadján, irányításával a klub megnyerte a 2012-13-as másodosztályú bajnokságot, visszajutva ezzel az élvonalba. 2015 tavaszán a Bős edzője lett, majd dolgozott a cseh MFK Frýdek-Místek és a szlovák Szpartak Miava csapatánál is. Utóbbi klub 2017 januárjában visszalépett a bajnokságtól, így Radványi munkanélkülivé vált. 2017 májusában felvetődött a neve az NB I-es Mezőkövesdi SE-nél, amit személyesen is megerősített. A kiesés elől menekülő mezőkövesdi klub vezetői május 2-án jelentették be hivatalosan is, hogy 2018 nyaráig szóló szerződést kötöttek Radványival. Szerződését a gyenge eredmények miatt 2017 októberében felbontották. 2019 októberében a szlovák élvonalban szereplő garamszentkereszti FK Pohronie vezetőedzője lett.

## Sikerei, díjai
Edzőként
- FC DAC 1904
  - Szlovák másodosztályú bajnok: 2012–13 (feljutást ért)